# 아가일 뷰트 사우스로카버 (영국 의회 선거구)
아가일 뷰트 사우스로카버(Argyll, Bute and South Lochaber)는 영국 의회의 선거구이다. 2023년 웨스트민스터 선거구 정기심의 결과에 따라 2024년 총선부터 신설되었다. 현 지역구 의원은 2015년부터 2024년까지 본 지역구의 전신인 아가일 뷰트의 지역구 의원을 지낸 스코틀랜드 국민당의 브렌던 오하라 (Brendan O'Hara)이다.

## 경계
아가일 뷰트 사우스로카버는 아가일 뷰트 의회구역에 속한 선거구로, 옛 선거구인 아가일 뷰트의 관할구역을 대부분 계승하였다. 이에 속하는 워드 (선거구역)은 다음과 같다.
- 코월
- 두눈
- 헬렌스버러센트럴
- 헬렌스버러 로몬드사우스
- 킨타이어 아일랜즈
- 아일오브뷰트
- 로몬드노스
- 미드아가일
- 오번사우스 아일스
- 오번노스 론
- 사우스킨타이어

이와 함께 선거구 인구규모를 충족하기 위해 옛 로스 스카이 로카버 지역구로부터 다음 지역을 넘겨받았다. 하일랜드 의회구역에 속해 있다.
- 포트윌리엄 아드너머컨 남부, 서부[3]

## 역대 국회의원
| 선거 | 선거 | 의원          | 정당              |
| ---- | ---- | ------------- | ----------------- |
|      | 2024 | 브렌던 오하라 | 스코틀랜드 국민당 |

## 선거

### 2020년대
|  | 34.7% |

|  | 20.8% |

|  | 19.1% |

|  | 16.4% |

|  | 6.8% |

|  | 2.1% |

### 2010년대
| 2019년 총선 가상 결과 | 2019년 총선 가상 결과 | 2019년 총선 가상 결과 | 2019년 총선 가상 결과 |
| 정당                  | 정당                  | 득표                  | %                     |
| --------------------- | --------------------- | --------------------- | --------------------- |
|                       | 스코틀랜드 국민당     | 22,403                | 44.2                  |
|                       | 보수당                | 17,506                | 34.5                  |
|                       | 자유민주당            | 7,172                 | 14.1                  |
|                       | 노동당                | 3,592                 | 7.1                   |
|                       | 브렉시트당            | 54                    | 0.1                   |
|                       |                       |                       |                       |
| 우위득표              | 우위득표              | 4,897                 | 9.7                   |
| 투표율                | 투표율                | 50,727                | 70.7                  |
| 유권자                | 유권자                | 71,707                |                       |